# Jean-Marc Bustamante
Jean-Marc Bustamante (Tolosa, 1952) è un pittore, scultore e fotografo francese.
È noto per le sue installazioni in cui ha messo insieme elementi di design e di architettura in una dimensione concettuale. Ha lavorato anche con la fotografia (come assistente a William Klein). Dal 1983 al 1987 Bustamante e Bernard Bazile hanno lavorato insieme sotto il nome BazileBustamante. Insegna al ENSBA a Parigi. Ha partecipato alla Documenta X nel 1997 a Kassel. Nel 2003 rappresenta il Padiglione francese alla Biennale di Venezia.